# Dominion Voting Systems
Dominion Voting Systems Corp ist ein kanadisches Unternehmen für Wahlsoftware und Wahlmaschinen.

## Geschichte

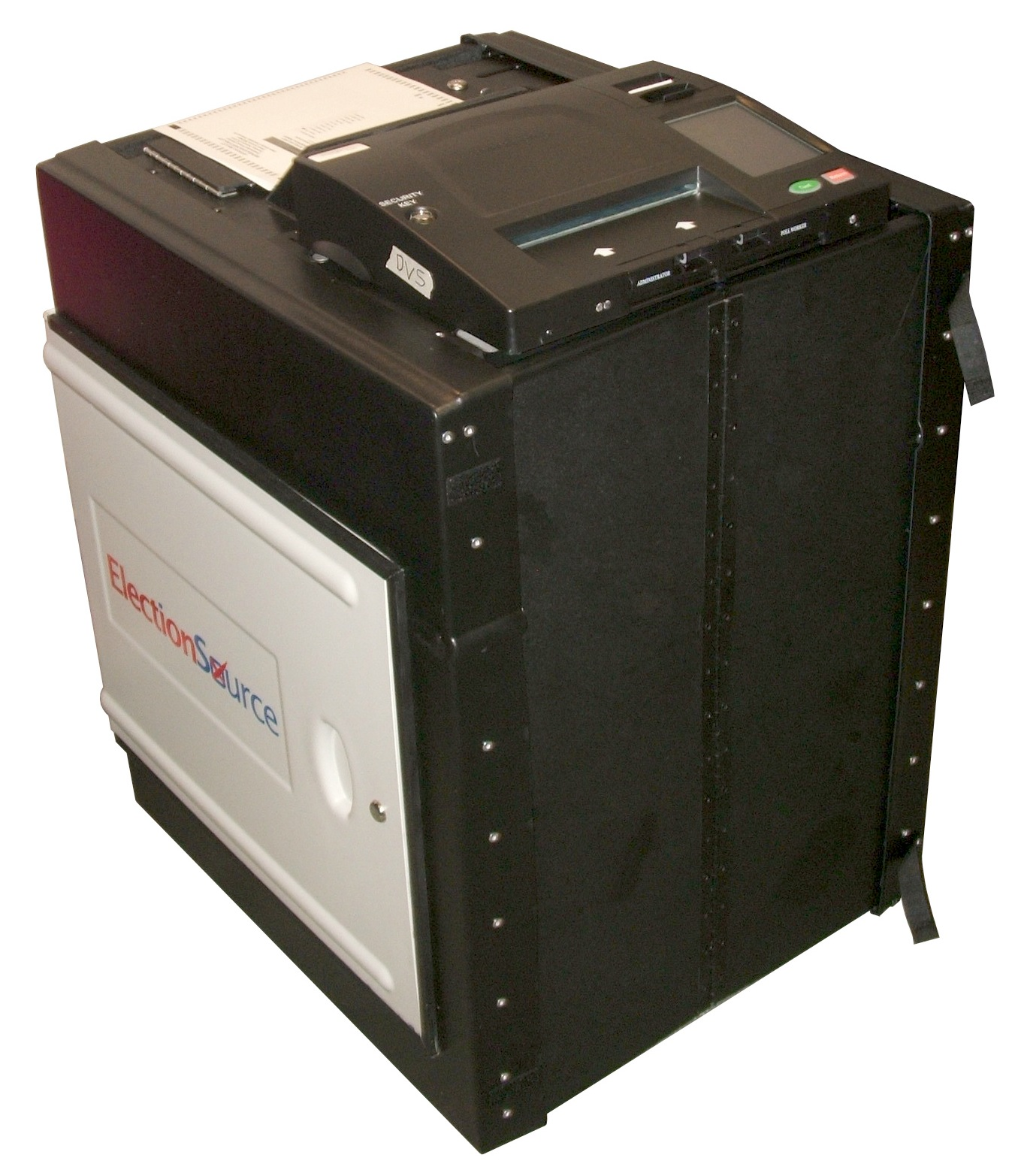
Dominion ImageCast

Die Firma wurde 2002 von James Hoover und John Poulos gegründet.
Im Mai 2010 wurde die Firma Premier Election Solutions von Election Systems & Software (ES&S) übernommen und im Juni 2010 die Firma Sequoia Voting Systems gekauft.
ES&S hatte Premier Election Solutions zuvor von Diebold erworben und veräußerte es aufgrund der auf Bundesebene geltenden Anti-Trust-Gesetze.
Dominion ist der zweitgrößte Hersteller von Wahlmaschinen in den USA.
Staple Street Capital, eine Private-Equity-Firma in New York, ist Mehrheitseigentümer von Dominion. John Poulos, Gründer und CEO von Dominion, hält einen Anteil von rund 12 Prozent. Pennant Park Investments, ein Finanzunternehmen mit Sitz in Miami, ist ein weiterer Investor.

## Rechtsstreit nach der US-Präsidentschaftswahl 2020
Nach der Präsidentschaftswahl in den Vereinigten Staaten 2020 wurden Verschwörungstheorien von QAnon zu der Firma veröffentlicht und später von rechtsgerichteten Medien verbreitet, die die Firma fälschlicherweise mit der Familie Clinton und anderen Angehörigen der demokratischen Partei in Verbindung bringen und ihr Wahlbetrug vorwerfen.
Auch der Anwalt des unterlegenen Amtsinhabers Donald Trump, Rudy Giuliani, sprach in den Medien wiederholt von Wahlbetrug, ohne dafür Beweise vorlegen zu können.
Ende Januar 2021 reichte Dominion Klage beim Bundesgericht in Washington gegen Giuliani und gegen die konservativen Nachrichtensender Fox News, Newsmax und One America ein. Dominion warf Giuliani vor, „eine virale Desinformationskampagne“ betrieben zu haben, die aus „nachweislich falschen“ Anschuldigungen bestehe, und forderte Schadenersatz in Höhe von 1,3 Milliarden US-Dollar.
In der Klage gegen Fox belief sich die Schadensersatzforderung auf 1,6 Milliarden US-Dollar. Laut Unterlagen in der Klageschrift, die im Rahmen des Rechtsstreits mit Fox veröffentlicht wurden, soll Staple Street im Jahr 2018 lediglich 38 Millionen US-Dollar für 76,2 Prozent von Dominion gezahlt haben. In der im Jahr 2021 eingereichten Klage beschuldigte Dominion Fox, Lügen verbreitet zu haben, die das „einst florierende“ Geschäft, „eines der am schnellsten wachsenden Technologieunternehmen in Nordamerika“, mit einem potenziellen Wert von mehr als 1 Milliarde US-Dollar, „zutiefst geschädigt“ habe.
Ende April 2023, kurz bevor der Rechtstreit mit Fox in die Gerichtsverhandlung ging, erklärte sich Fox zu einem Vergleich bereit, einigte sich mit Dominion auf eine Zahlung von 787,5 Millionen US-Dollar und beendete damit den Rechtstreit. Die vereinbarte Zahlung ist eine der höchsten Summen, die jemals für die außergerichtliche Einigung in einem amerikanischen Verleumdungsfall bezahlt wurden. Fox News musste im Rahmen der Einigung außerdem einräumen, dass „bestimmte Behauptungen“ des Senders über Geräte von Dominion falsch waren.